# Молдовсько-чеські відносини

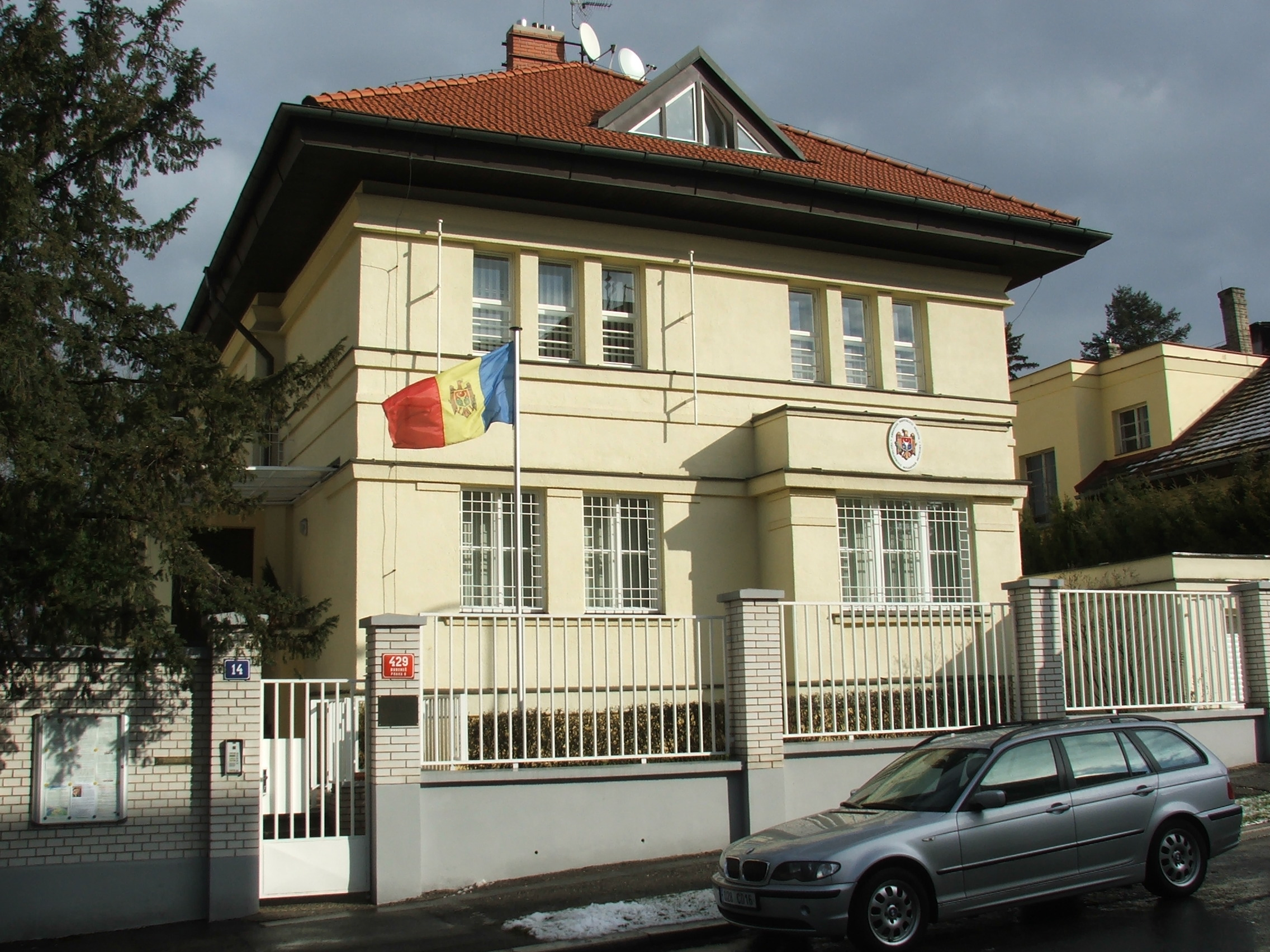
Будинок посольства Молдови в Чехії, за адресою: Юарезова, 14, 160 00 Прага 6 — Бубенеч

Молдовсько-чеські відносини (рум. relaţiile moldo-cehe, чеськ. moldavsko-české vztahy) — історичні та поточні двосторонні відносини між Молдовою та Чехією. 
Молдова має власне посольство у Празі, а Чехія має посольство в Кишиневі та Почесне консульство у Бельцях..

## Історія
Встановлення дипломатичних відносин між Республікою Молдова та Чеською Республікою відбулося 1 червня 1992 року шляхом обміну нотами про встановлення дипломатичних відносин між Республікою Молдова та Чеською і Словацькою Федеративною Республікою. Відтоді було підписано 34 двосторонні договори та угоди, які регулюють різноманітні сфери діяльності: політичну, торговельно-економічну, правову, фінансову, транспортну, культурно-наукову, соціальне забезпечення, охорону здоров'я і медицину, оборону тощо.
Молдова — один із пріоритетів зовнішньої політики Чехії. У Стратегії розвитку співробітництва на 2010—2017 рр. Молдова включена до числа найбільш пріоритетних країн, які мають спільно погоджену програму співпраці. У рамках співробітництва з метою розвитку Чеська Республіка має у Молдові значну присутність із 2001 року, надаючи допомогу, зокрема, у соціальному розвитку (покращення якості життя, адресна соціальна допомога), у водопостачанні та санітарії (експлуатація водних ресурсів та запровадження управління відходами), у сільському господарстві (підвищення конкурентоспроможності та ефективності) та в охороні довкілля (дезактивація та полегшення екологічного навантаження). 2011 року Чехія надала Молдові допомогу на розвиток у сумі 4,3 млн доларів.
Перед тим, як з'явитися в столиці Молдови, чеське дипломатичне представництво, акредитоване в Республіці Молдова, перебувало в Бухаресті, а представництво Молдови, акредитоване в Чеській Республіці, перед тим, як відкритися у Празі, перебувало у Відні, Римі та Будапешті.
Першим главою дипломатичної місії Чехії у Молдові з осідком у Кишиневі був акредитований 14 липня 2006 року Надзвичайний і Повноважний Посол Чеської Республіки у Республіці Молдова Петр Кипр. 1 березня 2007 року одержав акредитацію перший посол Молдови в Чехії з місцеперебуванням у Празі — Надзвичайний і Повноважний Посол Республіки Молдова в Чеській Республіці Валеріан Крістя, який із 2001 року до кінця 2006 року обіймав посаду віцепрем'єр-міністра Молдови.
Нову будівлю Посольства Молдови в Празі відкрили 2 вересня 2008 року прем'єр-міністр Молдови Зінаїда Гречана та прем'єр-міністр Чехії Мірек Тополанек.
17—19 жовтня 2022 року голова Палати депутатів Чеської Республіки Маркета Пекарова Адамова відвідала з офіційним візитом Молдову, зустрівшись із головою парламенту Ігорем Гросу, президентом Маєю Санду та прем'єр-міністром Наталією Гаврилицею.